# 종속 이론

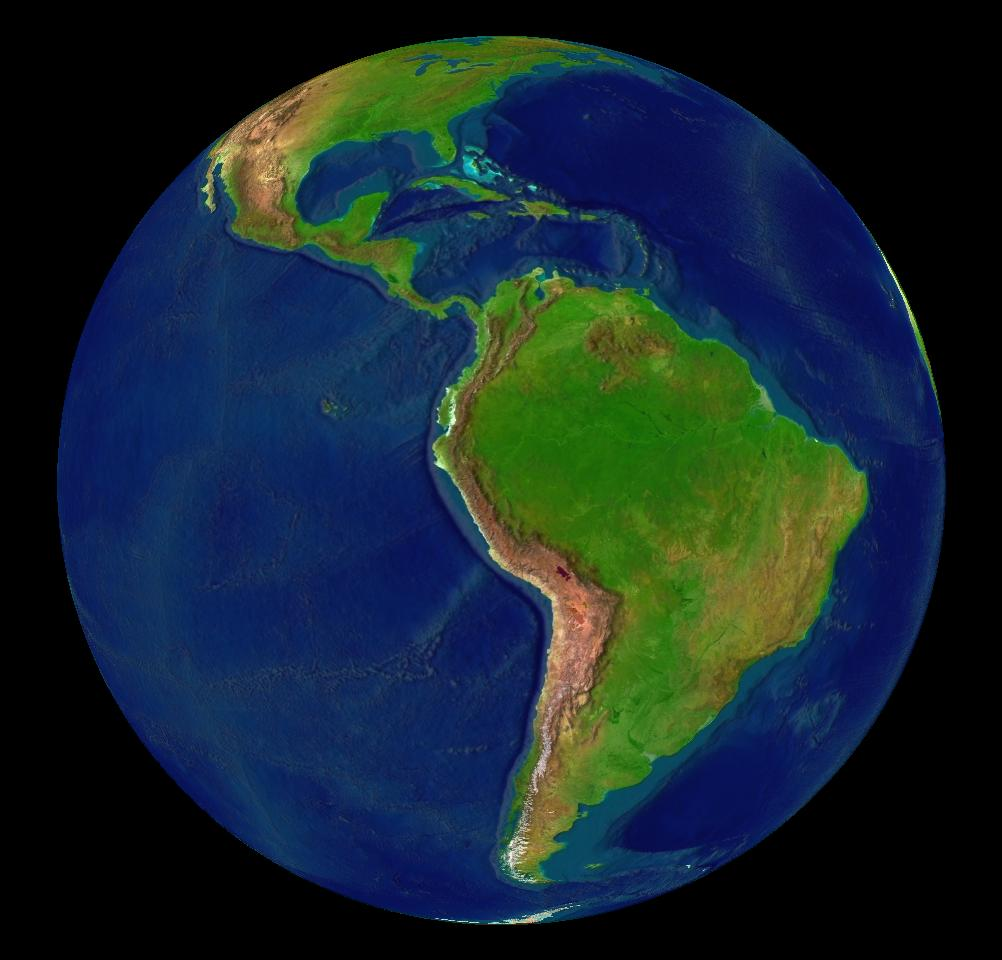
종속 이론은 유엔 산하 라틴 아메리카 경제 위원회(ECLA)의 논문에서 발전했다.

종속 이론(從屬理論, 영어: dependency theory)은 국제정치학의 구조주의 이론 중 하나로서 국제 사회에서 이루어지는 불평등한 교환이 "중심부"와 "주변부"의 구조를 형성하여 부의 비대칭적 이동을 초래한다는 사실에 주목한다. 2, 3차 산업 중심의 고부가가치 상품을 생산하는 중심부의 선진국들은 1차 산업 중심의 저부가가치 상품을 생산하는 주변부의 후진국과의 거래에서 비대칭적 우위를 점하게 된다. 거래가 진행될수록 부는 주변부에서 중심부로 이동되어 주변부의 경제가 중심부의 경제에 종속되는 결과로 이어진다. 자본주의 체제 하에서 이 같은 종속 관계는 견고한 구조를 형성하므로, 주변부 국가들은 발전이 어렵다. 이와 같은 종속 이론은 근대화론에 대한 반작용으로 등장하여 남미 지역을 중심으로 유행하였다.

## 전제
종속성 이론의 전제는 다음과 같다:
1. 가난한 국가는 천연 자원, 값싼 노동력, 낡은 기술의 목적지, 선진국의 시장을 제공하지만, 선진국의 시장이 없다면 후자는 그들이 누리는 생활 수준을 가질 수 없다.
2. 부유한 국가는 다양한 수단을 통해 의존 상태를 적극적으로 영속화한다. 이러한 영향은 경제, 미디어 통제, 정치, 은행 및 금융, 교육, 문화, 스포츠 등 다양한 측면에서 나타날 수 있다.

## 역사
종속 이론은 1949년에 발표된 두 논문에서 유래하는데, 하나는 한스 징거의 논문이었고 다른 하나는 라울 프레비시의 논문으로, 저자들은 선진국에 대한 저개발국의 교역조건이 시간이 지남에 따라 악화되어 저개발국은 같은 양의 원재료를 수출하고도 선진국에서 점점 더 적은 양의 완제품만을 구매할 수 있게 됨을 관찰했다. 이 주장은 프레비시-징거 명제라 불린다. 유엔 라틴아메리카 위원회(UNCLA)에서 일하던 아르헨티나 경제학자인 프레비시는 저개발국이 자급적 발전 경로에 진입하려면 반드시 무역에 어느 정도의 보호주의를 도입해야 한다고 결론지었다. 그는 수출주도형 산업화가 아니라 수입대체 산업화(Import-substitution Industrialisation, ISI)가 저개발국의 최선의 전략이라 주장했다. 이 이론은 폴 A. 베런(Paul A. Baran)이 1957년 저서 《성장의 정치 경제》에서 제시한 마르크스주의적 관점을 발전시킨 것이다. 종속 이론은 로자 룩셈부르크, 블라디미르 레닌이 주장한 이전의 마르크스주의, 제국주의 이론들과 유사한 관점을 가졌고, 마르크스주의자들의 관심을 꾸준히 받았다. 일부 학자들은 종속 이론을 두 개의 사상 조류로 구분하기도 하는데, 프레비시, 셀소 푸르타도(Celso Furtado), 아니발 핀토(Aníbal Pinto) 등 유엔 라틴아메리카 경제위원회(ECLAC, 스페인어 약자 CEPAL)의 연구가 중심이 된 라틴아메리카 구조주의자들이 하나요, 폴 A. 베런, 폴 스위지, 안드레 군더 프랑크(Andre Gunder Frank) 등 미국 마르크스주의자들이 다른 하나이다.
종속 이론은 1960대와 1970대 근대화 이론을 비판하면서 크게 유행했는데, 세계적으로 빈곤이 계속 확산되면서 근대화 이론은 급격히 인기를 잃었다. 1960년대까지 많은 개발도상국들은 종속 이론에 기반해 수입대체 산업화를 발전 전략으로 채택했다.
그러나 1980년대 제3세계 부채위기와 1990년대 아프리카와 라틴아메리카의 지속적 경기침체는 종속 이론에 기반한 발전 전략의 유효성에 대해 의문을 제기하는 계기가 되었다.
주변부 국가로 여겨지던 인도와 동아시아 일부 국가들이 경제 성장에 성공하면서, 종속 이론은 예전의 위상을 잃었다. 그러나 여전히 공정무역 등 몇몇 NGO 운동에 영향을 주고 있다.
의존성 이론은 1949년에 발표된 한스 싱어의 논문과 라울 프레비쉬의 논문 두 편에서 유래하는데, 저자들은 선진국에 비해 후진국에 대한 무역 조건이 시간이 지남에 따라 악화되었다고 관찰한다. 저개발국은 원자재 수출량을 주어진 양만큼 받는 대가로 선진국으로부터 점점 더 적은 수의 공산품을 구매할 수 있었다. 이 아이디어는 프레비쉬-싱어 논문으로 알려져 있다. 유엔 라틴아메리카위원회(UNCLA)의 아르헨티나 경제학자 프레비쉬는 이어서 저개발국이 자생적 발전 경로에 진입하려면 무역에서 어느 정도의 보호주의를 채택해야 한다는 결론을 내렸다. 그는 무역과 수출의 방향이 아닌 수입 대체 산업화(ISI)가 저개발국을 위한 최선의 전략이라고 주장했다. 이 이론은 1957년 폴 A. 바란이 성장의 정치 경제학을 출간하면서 마르크스주의적 관점에서 발전했다.의존성 이론은 로자 룩셈부르크와 블라디미르 레닌의 제국주의 이론인 마르크스주의와 많은 점을 공유하며 마르크스주의자들의 지속적인 관심을 받고 있다. 일부 저자들은 의존성 이론의 두 가지 주요 흐름을 확인한다: 프레비쉬, 셀소 푸르타도, 아니발 핀토의 연구로 대표되는 라틴 아메리카 구조주의자(ECLAC 또는 스페인어로 CEPAL)와 폴 A. 바란, 폴 스위지, 안드레 군더 프랭크가 개발한 미국 마르크스주의자이다.
가이아나 마르크스주의 역사학자 월터 로드니는 라틴 아메리카 종속 모델을 사용하여 1972년 저서 '유럽이 아프리카를 어떻게 낙후시켰는지'에서 유럽 제국주의자들이 의식적으로 착취하여 대부분의 대륙이 현대적으로 낙후된 아프리카를 묘사했다.
이 이론은 1960년대와 1970년대에 세계 대부분의 지역에서 계속되는 빈곤으로 인해 점점 더 선호도가 떨어지고 있는 현대화 이론에 대한 비판으로 인기가 있었다. 당시 자유주의적 개발 이론의 가정은 공격을 받고 있었다. 이 이론은 도시화율이 여러 개발도상국의 산업 성장을 앞지른 과잉 도시화의 원인을 설명하는 데 사용되었다.

경제학자 마티아스 베르넨고에 따르면 라틴 아메리카 구조주의자와 미국 마르크스주의 학파는 상당한 차이가 있었지만 몇 가지 기본 사항에 동의했습니다:
[B]다른 그룹들은 중심과 주변부 간의 종속 관계의 핵심에는 주변부가 자율적이고 역동적인 기술 혁신 프로세스를 개발할 수 없다는 데 동의할 것이다. 산업 혁명에 의해 촉발된 프로메탄의 힘인 기술이 그 중심에 있다. 중심 국가들은 기술과 기술 생성 시스템을 통제했다. 외국 자본은 기술의 제한적인 전송만 초래했을 뿐 혁신 과정 자체를 초래하지 않았기 때문에 문제를 해결할 수 없었다. Baran과 다른 사람들은 종속성의 주요 특징을 논의할 때 중심에는 숙련된 노동자, 주변부에는 숙련되지 않은 노동자라는 국제 분업에 대해 자주 이야기했다.
바란은 잉여 추출과 자본 축적을 분석의 중심에 두었다. 개발은 한 인구가 최소한의 생계를 위해 필요한 것보다 더 많은 것을 생산하는 데 달려 있다(잉여금). 또한 개발이 일어나려면 잉여금 중 일부는 자본 축적(새로운 생산 수단의 구매)에 사용해야 하며, 잉여금을 사치품 소비와 같은 것에 지출하는 것은 개발을 생산하지 않는다. 바란은 가난한 국가의 두 가지 주요 유형의 경제 활동에 주목했다. 식민지 시대에 시작된 두 가지 유형 중 오래된 유형의 농장 농업은 대부분의 잉여금이 토지 소유자에게 전달되며, 토지 소유자는 선진국 부유층의 소비 패턴을 모방하는 데 사용하므로 대부분 외국에서 생산한 사치품(자동차, 의류 등)을 구매하는 데 사용되며, 개발에 투자하는 데는 거의 축적되지 않는다. 최근의 주변 경제 활동은 산업이지만 특정 유형에 속한다. 이는 일반적으로 외국인에 의해 수행되지만 종종 지역 이익과 함께 수행된다. 특별 관세 보호 또는 기타 정부의 양보를 받는 경우가 많다. 이 생산으로 인한 잉여금은 대부분 두 곳으로 이동하는데, 일부는 외국인 주주에게 이익으로 환원되고 다른 일부는 농장 귀족과 유사한 방식으로 눈에 띄는 소비에 지출된다. 다시 말하지만, 개발에 거의 사용되지 않는다. 바란은 이러한 패턴을 깨기 위해 정치적 혁명이 필요하다고 생각했다.
1960년대 라틴 아메리카 구조주의 학파의 구성원들은 마르크스주의자들이 믿었던 것보다 더 많은 위도가 이 체계에 있다고 주장했다. 그들은 이 체계가 부분적인 개발 또는 "의존적인 개발"-개발을 허용하지만 여전히 외부 의사 결정권자들의 통제 하에 있다고 주장했다. 그들은 이 가설의 증거로 그 무렵 라틴 아메리카에서 산업화에 대한 부분적으로 성공한 시도(아르헨티나, 브라질, 멕시코)를 꼽았다. 그들은 의존성이 상품 수출국과 산업화된 국가 간의 관계가 아니라 산업화 정도가 다른 국가 간의 관계라는 입장으로 이어졌다. 그들의 접근 방식에는 경제적으로는 개발될 수도 있고 저개발될 수도 있지만, (어느 정도) 경제적으로는 개발될 수도 있지만 정치적으로는 자율적이거나 의존적일 수도 있다.최근 기예르모 오도넬은 권위주의적인 모습으로 개발을 촉진하게 된 라틴 아메리카의 군사 쿠데타에 의해 신자유주의에 의한 개발에 대한 제약이 해제되었다고 주장했다(고도넬, 1982)
특히 라틴 아메리카와 관련된 이러한 입장은 마르크스주의 의존 이론에 대한 폭넓은 인식을 발전시킨 루이 마우로 마리니의 작업과 가르침에서 특히 이론적으로 도전을 받았는데, 마르크스를 면밀히 읽은 후 의존의 자본 재생산의 특정 형태, 특히 주변부의 의존성에 대한 특정 계급 관계에서 초 착취와 불평등한 교환이 특징적으로 발생했다는 사실이 밝혀졌다.
라틴 아메리카 구조주의자들은 다국적 기업의 중요성과 기술에 대한 국가 홍보를 강조했다.
Fajnzylber는 높은 생산성을 바탕으로 경쟁할 수 있는 시스템적 경쟁력 또는 진정성 경쟁력과 저임금을 기반으로 하는 가짜 경쟁력을 구분했다.
1980년대의 제3차 세계 부채 위기와 1990년대 아프리카와 라틴 아메리카의 지속적인 정체로 인해 "의존적 개발"의 실현 가능성이나 바람직성에 대해 약간의 의구심을 불러일으켰다.
종속성 관계의 본질적인 차이는 전통적인 종속성 이론가들이 믿는 것처럼 기술적 정교함의 차이라기보다는 핵심 국가와 주변 국가 간의 재정력의 차이, 특히 주변 국가가 자국 통화로 차입할 수 없다는 점이다. 그는 미국의 헤게모니적 지위가 금융 시장의 중요성과 국제 준비 통화인 미국 달러를 통제하기 때문에 매우 강하다고 믿는다. 그는 1970년대 초 브레튼 우즈 국제 금융 계약이 종료되면서 미국의 금융 행동에 대한 제약이 일부 사라졌기 때문에 미국의 입지가 상당히 강화되었다고 믿는다.
"표준" 종속 이론은 국제주의와 산업화와 해방 혁명을 향한 저개발 국가의 진전에 대한 희망에 반대하는 마르크스주의와 다르다. 테오토니오 두스 산토스는 마르크스주의 분석에서 파생된 "새로운 종속성"을 주변 저개발 국가의 내부 및 외부 관계에 초점을 맞춘 "새로운 종속성"을 설명했다. 페르난도 헨리케 카르도소 전 브라질 대통령(1995~2002년 재임)은 1960년대 정치적 망명 기간 동안 종속성 이론에 대해 광범위하게 저술하면서 중앙과 주변부 사이의 경제적 격차를 연구하기 위한 접근 방식이라고 주장했다. 카르도소는 종속성 이론에 대한 자신의 버전을 요약했다:
- 주변 국가와 반 periphery 국가의 선진 자본주의 중심에 의한 금융 및 기술 침투가 있다;
- 이는 주변 사회 내부, 그리고 주변 사회와 중앙 사회 사이에 불균형한 경제 구조를 만들어낸다;
- 이로 인해 주변부의 자가 sustained 성장이 제한된다;
- 이는 특정 계급 관계 패턴의 출현을 선호한다;
- 이를 위해서는 경제의 기능과 사회의 정치적 표현을 모두 보장하기 위해 국가의 역할을 수정해야 하며, 그 안에는 비예술성과 구조적 불균형의 초점이 포함되어 있다.[16]

1990년대 이후의 발전 패턴 분석은 자본주의가 원활하게 발전하지 않고 주기라고 불리는 매우 강력하고 자기 반복적인 기복으로 발전한다는 사실로 인해 복잡하다. 조슈아 골드스타인, 볼커 본쉬어, 루이지 스칸델라의 연구에서 관련 결과가 발표되었다.
인도와 일부 동아시아 경제의 경제 성장에 따라 의존 이론은 이전의 영향력을 일부 잃었다. 여전히 빈곤 역사 만들기, 공정무역 운동과 같은 일부 NGO 캠페인에 영향을 미친다.

## 기타 이론 및 관련 이론
종속성 이론과 관련된 다른 두 명의 초기 작가는 프랑수아 페루와 커트 로스차일드이다. 다른 주요 종속성 이론가로는 허브 아도, 왈덴 벨로, 루이 마우로 마리니, 엔조 팔레토, 아르만도 코르도바, 어니스트 페더, 파블로 곤살레스 카사노바, 키스 그리핀, 쿠니버트 래퍼, 폴 이스라엘 가수, 월터 로드니, 오스발도 순켈 등이 있다. 이 저자들 중 상당수는 라틴 아메리카에 관심을 집중했으며, 아랍 세계의 종속성 이론은 주로 이집트 경제학자 사미르 아민에 의해 다듬어졌다
1973년부터 1997년까지 아민의 작품을 바탕으로 한 타우쉬 는 주변 자본주의의 주요 특징을 나열한다:
1. 농업과 소규모 산업의 회귀는 외국의 지배와 식민주의의 공격 이후의 시기를 특징짓는다
2. 주변부의 불평등한 국제적 특성화는 수출 중심의 농업과 광업에 활동 집중으로 이어진다. 주변부의 일부 산업화는 저임금 조건에서 가능하며, 이는 생산성 증가와 함께 불평등한 교환이 시작된다는 것을 결정한다(이중 계승 무역 조건 < 1.0; Raffer, 1987 참조). 틀: 전체 인용 필요
3. 이러한 구조는 장기적으로 실업률이 숨기고 전반적인 사회 및 경제 시스템에서 임대료의 중요성이 증가하는 빠르게 성장하는 3차 산업을 결정한다.
4. 만성적인 경상수지 적자, 외국인 투자의 재수출 이익, 세계 경기 상승기에 센터에 중요한 시장을 제공하는 주변부의 비즈니스 주기 부족
5. 정치 및 사회 관계의 구조적 불균형, 특히 강력한 '동지' 요소, 국가 자본주의와 부채가 많은 국가 계급의 중요성 증가[17]

미국의 사회학자 임마누엘 월러스타인은 이론의 마르크스주의적 측면을 개선하고 이를 확장하여 세계 시스템 이론을 형성했다. 세계 시스템 이론은 WST라고도 하며 "부자는 더 부유해지고 가난한 사람은 더 가난해진다"는 생각과 밀접하게 일치한다. 월러스타인은 선진 핵심 국가들이 자원을 사용하여 부유해짐에 따라 가난한 국가와 주변 국가는 계속 더 가난해지고 있다고 말한다. 월러스타인은 마르크스와 아날레스 학파의 사상과 함께 의존 이론을 활용하여 세계 시스템 이론을 발전시켰다. 이 이론은 핵심과 주변부 사이의 중간인 세 번째 범주의 국가를 가정한다. 월러스타인은 세계 시스템을 핵심 국가 또는 주변부 국가로 단순하게 분류하는 것보다 더 복잡하다고 생각했기 때문에 이중 모드가 아닌 삼중 모드 시스템을 믿었다. 월러스타인에게 많은 국가가 이 두 가지 범주 중 하나에 속하지 않기 때문에 그는 모델 내에서 중간 상태로서 반주변부 개념을 제안했다. 이 모델에서 반주변부는 산업화되어 있지만 핵심보다 기술의 정교함이 적고 재정을 통제하지 않는다. 한 반주변부 그룹의 부상은 다른 그룹의 비용을 초래하는 경향이 있지만 불평등한 교환에 기반한 세계 경제의 불평등한 구조는 안정적으로 유지되는 경향이 있다. 타우쉬 세계 시스템 이론의 시작은 1차 세계 대전 이후 오스트리아-헝가리 사회주의자 칼 폴라니의 저술에서 추적되지만 현재 형태는 일반적으로 월러스타인의 연구와 관련이 있다.
의존성 이론가들은 단기적인 성장의 박차에도 불구하고 주변부의 장기적인 성장은 불균형하고 불평등하며 높은 마이너스 경상수지를 지향하는 경향이 있다고 주장한다. 주기적 변동은 중장기적으로 경제 성장과 사회 발전의 국가 간 비교에도 큰 영향을 미친다. 장기적으로 놀라운 성장처럼 보였던 것은 결국 오랜 경기 침체 이후 단기적인 주기적 스퍼트에 불과할 수 있다. 사이클 타임은 중요한 역할을 한다. 지오바니 아리기는 시간이 지남에 따라 세계 규모의 축적 논리가 변화하며, 1980년대 이후에는 금융 자본의 지배에 의해 특징지어지는 논리로 세계 자본주의의 규제 완화 단계를 다시 한 번 보여준다고 믿었다.

## 비판
종속성 이론에 기반한 경제 정책은 피터 바우어, 마틴 울프 등 자유 시장 경제학자들로부터 비판을 받아왔다:
- 경쟁 부족: 국내 산업에 보조금을 지급하고 외부 수입을 방지함으로써 이러한 기업은 제품을 개선하거나, 공정의 효율성을 높이기 위해 노력하거나, 고객을 만족시키거나, 새로운 혁신을 연구할 동기가 줄어들 수 있다.[21]
- 지속 가능성: 정부 지원에 의존하는 산업은 특히 가난한 국가와 선진국의 대외 원조에 크게 의존하는 국가에서 오랫동안 지속 가능하지 않을 수 있다.
- 국내 기회 비용: 국내 산업에 대한 보조금은 국고에서 나오기 때문에 국내 인프라, 종자 자본 또는 수요 기반 사회 복지 프로그램 개발과 같은 다른 방식으로 지출되지 않는 돈을 의미한다. 동시에 관세와 수입 제한으로 인한 가격 상승으로 인해 국민은 이러한 상품을 완전히 포기하거나 다른 상품을 포기하고 더 높은 가격에 구매해야 한다.

시장 경제학자들은 종속성 이론에 반대하는 주장에서 여러 가지 예를 인용한다. 인도가 국영 기업에서 개방형 무역으로 전환한 후 경제가 개선된 것은 가장 자주 인용되는 사례 중 하나이다. 인도의 사례는 비교 우위와 이동성에 관한 종속성 이론가들의 주장과 모순되는 것으로 보이지만, 인도의 경제 성장은 가장 이동성이 높은 형태의 자본 이전 중 하나인 아웃소싱과 같은 움직임에서 비롯된 것으로 보인다. 아프리카에서 짐바브웨와 같이 수입 대체 개발을 강조해 온 국가들은 일반적으로 최악의 성과를 거둔 반면, 이집트, 남아프리카공화국, 튀니지와 같이 아프리카 대륙에서 가장 성공적인 비석유 기반 경제는 무역 기반 개발을 추구해 왔다.
경제학자 로버트 C. 앨런에 따르면, 라틴 아메리카에서 시행된 보호주의가 결국 실패로 끝났기 때문에 종속 이론의 주장은 "논란의 여지가 있다"고 한다. 이 국가들은 너무 많은 부채를 떠안았고 라틴 아메리카는 경기 침체에 빠졌다. 문제 중 하나는 라틴 아메리카 국가들이 자동차와 같은 복잡한 산업 상품을 효율적으로 생산하기에는 국내 시장이 너무 작다는 것이었다.

## 종속성 이론의 예
많은 국가가 의존성 이론의 긍정적인 효과와 부정적인 효과의 영향을 모두 받고 있다. 의존성 이론 자체는 다소 새로운 개념이지만 다른 국가에 대한 국가 의존성 개념은 비교적 새로운 개념이 아니다. 의존성은 자본주의와 금융을 사용하여 영구화된다. 의존 국가들은 선진국에 너무 많은 돈과 자본을 빚지게 되어 부채에서 벗어날 수 없게 되어 당분간 의존성을 계속한다.
종속성 이론의 한 예는 1650년부터 1900년까지 영국과 프랑스와 같은 유럽 국가들이 다른 국가를 점령하거나 식민지화했다는 것이다. 그들은 당시 뛰어난 군사 기술과 해군력을 사용하여 이를 수행했다. 이로 인해 아메리카 대륙, 아프리카, 아시아에서 경제 체제가 시작되어 자국의 천연 자재를 유럽으로 수출했다. 유럽으로 자재를 운송한 후 영국과 다른 유럽 국가들은 이러한 자재로 제품을 만든 다음 아메리카 대륙, 아프리카, 아시아의 식민지 지역으로 돌려보냈다. 그 결과 이 지역의 제품에서 유럽으로 부의 이전을 통해 제품을 관리하게 되었다.
일부 학자와 정치인들은 식민주의의 쇠퇴로 의존도가 사라졌다고 주장한다. 다른 학자들은 이러한 접근 방식에 반대하며, 우리 사회에는 여전히 미국, 독일, 영국과 같은 유럽 국가, 중국, 그리고 수백 개의 다른 국가들이 군사 지원, 경제 투자 등에 의존하는 신흥 인도와 같은 국가 강국이 있다고 말한다

## 원조 의존성
원조 의존도는 재정 지원 및 기타 자원을 위해 저개발 국가(LDC)가 더 많은 선진국(MDC)에 의존하는 것으로 설명되는 경제 문제이다. 보다 구체적으로 원조 의존도는 외국 기부자가 정부 지출에서 차지하는 비율을 의미한다.원조 의존도 비율이 약 15%~20% 이상인 국가는 해당 국가에 부정적인 결과와 상관관계가 있다. 의존도를 유발하는 것은 빈곤에 시달리는 국가에 대한 장기적인 해결책으로 원조를 사용하려는 노력으로 인해 발생하는 개발 억제 및 경제/정치 개혁이다. 원조 의존도는 도움이 필요한 국가에 대한 장기적인 원조 조항으로 인해 발생했으며, 수혜 국가는 의존 증후군에 익숙해지고 발병했다. 원조 의존도는 오늘날 아프리카에서 가장 흔하다. 2013년 기준 최고 기부국은 미국, 영국, 독일이었으며 최고 수혜국은 아프가니스탄, 베트남, 에티오피아였다.

### 원조 의존도의 역사
제2차 세계대전 이후 국제 개발 원조는 냉전적 경쟁뿐만 아니라 개방적인 경제를 만들기 위해 노력하는 제1세계 국가들로 인해 널리 대중화되었다. 1970년 유엔은 국제 원조에 얼마를 기부해야 하는지에 대한 목표로 국가당 총 국민 소득의 0.7%에 합의했다. 야쉬 톤던은 저서 "원조 의존도 종식"에서 국제통화기금(IMF)과 세계은행(WB)과 같은 조직이 어떻게 많은 아프리카 국가를 의존하게 만들었는지 설명한다. 1980년대와 1990년대의 경제 위기 기간 동안 아프리카 사하라 사막 이남의 많은 국가에서 원조 자금이 유입되었고, 그 결과 향후 수십 년 동안 의존도가 높아졌다. 탄자니아의 벤자민 W. 음카파 대통령은 "개발 원조는 특히 남부의 가난한 국가에서 국민의 정신에 깊은 뿌리를 내렸다. 이는 마약 중독과 비슷하다."라고 말했다

### 원조를 제공하는 동기
원조는 가난한 국가를 지원하는 데서만 동기가 부여된다는 믿음이 널리 퍼져 있으며, 경우에 따라서는 기부자의 전략적, 정치적, 복지적 이해관계가 원조의 원동력임을 시사하는 상당한 증거가 있다. 마이젤스와 닛산케(MN 1984), 맥킨레이와 리틀(ML, 1977)은 기부자의 동기를 분석하기 위한 연구를 수행했다. 이러한 연구를 통해 그들은 미국의 원조 흐름이 전략적 요인뿐만 아니라 군사적 요인의 영향을 받는다는 사실을 발견했다. 영국과 프랑스의 원조는 식민지였던 국가와 상당한 투자 관심과 강력한 무역 관계를 맺고 있는 국가에 제공된다.

### 경제 성장 둔화
외국 원조 문제를 둘러싼 주요 관심사는 원조를 받는 국가의 시민들이 원조를 받은 후 일할 의욕을 잃는다는 것이다. 또한 일부 시민은 의도적으로 일을 덜 하게 되어 소득이 낮아져 원조 제공 자격을 얻게 된다. 원조 의존 국가는 지속적인 원조에 익숙해져 동기가 낮은 인력을 보유하는 것과 관련이 있으므로 경제 발전 가능성이 낮고 생활 수준이 개선될 가능성이 낮다. 장기적인 원조 의존도가 높은 국가는 여전히 자급자족할 수 없으며 의미 있는 GDP 성장을 할 가능성이 낮아 부유 한 국가의 원조에 덜 의존할 수 있다. 식량 원조는 국내 경제에 대한 피해로 인해 다른 원조 수입과 함께 많은 비판을 받아왔다. 원조 수입 의존도가 높을수록 해당 제품에 대한 국내 수요가 감소한다. 장기적으로 LDC 국가의 농업 산업은 식량 원조로 인한 장기적인 수요 감소로 인해 약화된다. 원조가 감소하면 향후 많은 LDC 국가의 농산물 시장이 낙후되어 농산물을 수입하는 것이 더 저렴해진다. 이는 원조가 크게 감소한 후에도 곡물 재고의 80%가 미국에서 생산되는 아이티에서 발생했다. 밀과 같이 원조로 수입되는 품목에 대한 1차 생산물 의존도가 높은 국가에서는 경제적 충격이 발생하여 국가를 경제 위기로 몰아넣을 수 있다.

### 정치적 종속성
정치적 의존성은 기부자가 수혜 국가의 거버넌스에 너무 많은 영향력을 행사할 때 발생한다. 많은 기부자가 자국의 자금에 대한 의존도로 인해 정부에 대한 강력한 발언권을 유지하여 정부의 효율성과 민주적 품질이 저하된다. 그 결과 수혜 국가의 정부는 기부자가 원하는 것이 아니라 기부자가 동의하고 지지하는 정책을 수립하게 된다. 그 결과 정부의 부패성이 증가하고 정부의 개혁과 국가 내 정치적 과정을 저해한다. 이러한 기부자는 국민에게 유리하지 않을 수 있는 근본적인 의도를 가진 다른 국가나 단체를 포함할 수 있다. 정치적 의존성은 많은 문제가 이미 부패한 정치와 시민권 부족에서 비롯된 국가에서 원조 의존성의 더 강력한 부정적인 영향이다. 예를 들어 짐바브웨와 콩고민주공화국은 모두 원조 의존도가 매우 높으며 정치적 혼란을 경험했다. 콩고민주공화국의 정치는 21세기 내전과 정권 교체와 관련이 있으며 아프리카에서 가장 높은 원조 의존도를 보유하고 있다.
원조 의존도가 대중으로부터 국가와 기부자 간의 책임을 전가할 수 있기 때문에 '대통령제'가 발생할 수 있다. 대통령제는 정치 시스템 내에서 대통령과 내각이 정치적 의사 결정에 대한 권한을 갖는 것을 말한다. 민주주의에서는 예산과 공공 투자 계획이 의회의 승인을 받아야 한다. 기부자는 이 예산 외의 프로젝트에 자금을 지원하는 것이 일반적이므로 의회의 검토 없이 진행하는 것이 일반적이다. 이는 대통령제를 더욱 강화하고 민주주의를 훼손하는 관행을 확립한다. 민주주의에서 세금과 수입 사용에 대한 분쟁은 중요하며 시민의 더 나은 삶으로 이어질 수 있지만, 시민과 의회가 제안된 완전한 예산 및 지출 우선순위를 알지 못하면 이런 일이 일어날 수 없다.
원조 의존성은 또한 정부가 자체 아이디어와 정책을 실행할 수 있는 능력으로 특징지어지는 소유권을 손상시킨다. 원조 의존 국가에서는 원조 기관의 이익과 아이디어가 우선순위가 되기 시작하여 소유권을 약화시킨다.

### 부패
원조 의존 국가는 의존하지 않는 국가보다 부패 수준 측면에서 더 나쁜 순위를 차지한다. 해외 원조는 임대료의 잠재적 원천이며, 임대료 추구는 공공 부문 고용 증가로 나타날 수 있다. 공기업이 민간 투자를 대체함에 따라 민간 부문의 약화로 인해 정부가 책임감과 투명성을 유지해야 한다는 압박이 줄어든다. 원조는 부패를 지원하여 더 많은 부패를 조장하고 주기를 만든다. 해외 원조는 부패한 정부에 잉여 현금 흐름을 제공하여 부패를 더욱 촉진한다. 부패는 경제 성장과 발전에 역행하여 이러한 가난한 국가를 억압한다

### 원조 의존도를 낮추기 위한 노력
2000년 이후 원조 의존도는 약 ⅓ 정도 감소했다. 이는 원조 의존도가 47%에서 27%로 감소한 가나와 원조 의존도가 74%에서 58%로 감소한 모잠비크와 같은 국가에서 볼 수 있다. 원조 의존도를 낮추기 위한 목표 분야에는 일자리 창출, 지역 통합, 상업적 참여 및 무역이 포함된다. 농업과 인프라에 대한 장기 투자는 원조 의존도를 낮추기 위한 핵심 요건으로, 이를 통해 식량 원조를 받는 양을 천천히 줄이고 자체 농업 경제를 발전시키고 식량 불안정을 해결하기 시작할 수 있다.

### 정치 부패 대응
정치적 부패는 의존도를 유지하고 경제 성장을 보지 못하는 것과 관련된 강력한 힘이었다. 오바마 행정부 시절 의회는 밀레니엄 챌린지 코퍼레이션(MCC)이 사용한 반부패 기준이 충분히 엄격하지 않으며 원조 의존도를 낮추는 데 장애물 중 하나라고 주장했다. 부패 인식 지수가 높은 국가에서는 공공 부문의 정부 관리로부터 원조금을 받거나 민간 부문의 다른 부패한 개인으로부터 받는 경우가 많다. 부패가 매우 만연한 국가에 대한 원조를 거부하려는 노력은 조직과 정부가 자금이 제대로 사용되도록 보장하는 동시에 다른 국가가 부패를 해결하도록 장려하기 위해 사용하는 일반적인 도구였다.

### 기타 지원 방법
해외 원조가 장기적으로 적절한 부문을 대상으로 하고 그에 따라 관리할 때 유용할 수 있다는 것이 입증되었다. 유사한 목표를 가진 단체와 기부자 간의 특정 페어링은 정부와 정부 간의 소통을 수반하는 전통적인 국제 원조 형태보다 의존도를 낮추는 데 더 많은 성공을 거두었다. 보츠와나는 이에 대한 성공적인 예이다. 보츠와나는 1966년에 처음 원조를 받기 시작했다.이 경우 보츠와나는 정부가 자금을 어디에 분배할지 결정할 수 있는 권한을 가진 다른 국가의 원조를 단순히 받아들이는 것이 아니라 어떤 분야의 원조가 필요한지 결정하고 그에 따라 기부자를 찾았다. 보츠와나와 같은 수혜자 주도 사례는 기부자가 프로그램의 효율성(유통된 식량과 같은 단기 수치를 포함하는 경우가 많기 때문에)을 보고하는 것이 아니라 인프라, 교육 및 일자리 개발에 더 집중할 수 있기 때문에 부분적으로 더 효과적이다.

## 같이 보기
- 세계체제론

## 참고 문헌
Bibliography
- So, Alvin (1990). 《Social Change and Development: Modernization, Dependency, and World-Systems Theory》. Newbury Park, London: SAGE Publications.
- Vernengo, Matias (2004). “Technology, Finance and Dependency: Latin American Radical Political Economy in Retrospect” (PDF). 2012년 3월 17일에 원본 문서 (PDF)에서 보존된 문서. Working Paper No. 2004-06, University of Utah Dept. of Economics. Later published as:

Vernengo, Matias (2006). “Technology, Finance, and Dependency: Latin American Radical Political Economy in Retrospect”. 《Review of Radical Political Economics》 38 (4): 551–568. doi:10.1177/0486613406293220. S2CID 55837218.

## 추가 자료
- Amin S. (1976), 'Unequal Development: An Essay on the Social Formations of Peripheral Capitalism' New York: Monthly Review Press.
- Amin S. (1994c), 'Re-reading the postwar period: an intellectual itinerary' Translated by Michael Wolfers. New York: Monthly Review Press.
- Amin S. (1997b), 'Die Zukunft des Weltsystems. Herausforderungen der Globalisierung. Herausgegeben und aus dem Franzoesischen uebersetzt von Joachim Wilke' Hamburg: VSA.
- Amadi, Luke. 2012. “Africa, Beyond the New Dependency: A Political Economy.” African Journal of Political Science and International Relations 6(8):191–203.
- Andrade, Rogerio P. and Renata Carvalho Silva. n.d. “Doing Dissenting Economics in the Periphery: The Political Economy of Maria Da Conceição Tavares.”
- Bornschier V. (1996), 'Western society in transition' New Brunswick, N.J.: Transaction Publishers.
- Bornschier V. and Chase - Dunn C. (1985), 'Transnational Corporations and Underdevelopment' N.Y., N.Y.: Praeger.
- Boianovsky, Mauro and Ricaedo Solis. 2014. “The Origins and Development of the Latin American Structuralist Approach to the Balance of Payments, 1944–1964.” Review of Political Economy 26(1):23–59.
- Cardoso, F. H. and Faletto, E. (1979), 'Dependency and development in Latin América'. University of California Press.
- Cesaratto, Sergio. 2015. “Balance of Payments or Monetary Sovereignty? In Search of the EMU’s Original Sin.” International Journal of Political Economy 44(2):142–56.
- Chilcote, Ronald H. 2009. “Trotsky and Development Theory in Latin America.” Critical Sociology 35(6):719–41.
- Cypher, James M. (2013). “Neodevelopmentalism vs. Neoliberalism: Differential Evolutionary Institutional Structures and Policy Response in Brazil and Mexico”. 《Journal of Economic Issues》 47 (2): 391–400. doi:10.2753/JEI0021-3624470212. S2CID 153406707.
- Dávila-Fernández, Marwil and Adrianna Amado. n.d. “Conciliating Prebisch-Singer and Thirlwall: An Assessment of the Dynamics of Terms-of-Trade in a Balance-of-Payments-Constraint Growth Model.” https://web.archive.org/web/20220510222231/http://www.sseg.uniparthenope.it/Program_files/Davila-paper.pdf
- Garcia-Arias, Jorge; Fernandez-Huerga, Eduardo; Salvador, Ana (2013). “European Periphery Crises, International Financial Markets, and Democracy”. 《American Journal of Economics and Sociology》 72 (4): 826–850. doi:10.1111/ajes.12031.
- Grinin, Leonid; Korotayev, Andrey; Tausch, Arno (2016). 《Economic Cycles, Crises, and the Global Periphery》. Springer. doi:10.1007/978-3-319-41262-7. ISBN 978-3-319-41260-3.
- Kufakurinani, U. Kvangraven, IH., Santanta, F., Styve, MD. (eds) (2017), Dialogues on Development. Volume 1: Dependency, New York: Institute for New Economic Thinking.
- Henke, Holger (2000), 'Between Self-Determination and Dependency: Jamaica's Foreign Relations, 1972-1989' Kingston: University of the West Indies Press.
- Jalata, Asafa. 2013. “Colonial Terrorism, Global Capitalism and African Underdevelopment: 500 Years of Crimes Against African Peoples.” The Journal of Pan-African Studies 5(9):1–43.
- Kay, Cristóbal. 2005. “André Gunder Frank: From the ‘Development of Underdevelopment’ to the ‘World System.’” Development and Change 36(6):1177–83.
- Kay, Cristóbal. 2011. “Andre Gunder Frank: ‘Unity in Diversity’ from the Development of Underdevelopment to the World System.” New Political Economy 16(4):523–38.
- Kohler, Gernot, et al. Globalization : Critical Perspectives. Nova Science Publishers, New York, 2003. With contributions by Samir Amin, Immanuel Wallerstein, Christopher Chase-Dunn, Kimmo Kiljunen, Arno Tausch, Patrick Bond, Andre Gunder Frank, Robert J. S. Ross, et al. Pre-publication download of Chapter 5: The European Union: global challenge or global governance? 14 world system hypotheses and two scenarios on the future of the Union, pages 93 - 196 Arno Tausch at http://edoc.vifapol.de/opus/volltexte/2012/3587/pdf/049.pdf보관됨 2021-09-11 - 웨이백 머신.
- Kohler G. and Tausch A. (2002) Global Keynesianism: Unequal exchange and global exploitation. Huntington NY, Nova Science.
- Lavoie, Marc. 2015. “The Eurozone Crisis: A Balance-of-Payments Problem or a Crisis Due to a Flawed Monetary Design?” International Journal of Political Economy 44(2):157–60.
- Marini, Ruy Mauro (2022) The Dialectics of Dependency Monthly Review Press, New York.
- Olutayo, Akinpelu O. and Ayokunle O. Omobowale. 2007. “Capitalism, Globalisation and the Underdevelopment Process in Africa: History in Perpetuity.” Africa Development 32(2).
- Osorio, Jaime and Reyes, Cristobal (2024) Labour Super-Exploitation, Unequal Exchange and Capital Reproduction: Writings on Marxist Dependency Theory ibidem Verlag, Hannover, Stuttgart.
- Puntigliano, Andrés Rivarola and Örjan Appelqvist. 2011. “Prebisch and Myrdal: Development Economics in the Core and on the Periphery.” Journal of Global History 6(01):29–52.
- Sunkel O. (1966), 'The Structural Background of Development Problems in Latin America' Weltwirtschaftliches Archiv, 97, 1: pp. 22 ff.
- Sunkel O. (1973), 'El subdesarrollo latinoamericano y la teoria del desarrollo' Mexico: Siglo Veintiuno Editores, 6a edicion.
- Tarhan, Ali. 2013. “Financial Crises and Center-Periphery Capital Flows.” Journal of Economic Issues 47(2):411–18.
- Vernengo, Matías and David Fields. 2016. “DisORIENT: Money, Technological Development and the Rise of the West.” Review of Radical Political Economics 48(4):562–68.